# Furcula hoeferi
Furcula hoeferi är en fjärilsart som beskrevs av Hanan Bytinski-salz 1936. Furcula hoeferi ingår i släktet Furcula och familjen tandspinnare. Inga underarter finns listade i Catalogue of Life.